# Fonti relative alla storia di Venezia
Die Editionsreihe Fonti relative alla storia di Venezia, auch Fonti per la storia di Venezia genannt, widmet sich der Herausgabe der Quellen mit Bezug zur Geschichte der Republik Venedig. Sie wird seit 1947 vom Comitato per la pubblicazione delle fonti relative alla storia di Venezia herausgegeben, das seinen Sitz im Staatsarchiv Venedig hat. Präsident ist Giovanni Battista Lanfranchi.

## Entstehung und Aufgaben
Eine Gruppe von an historischen Dokumenten Interessierten fand sich kurz nach dem Zweiten Weltkrieg zusammen. Ihre Angehörigen waren Studenten, Fachhistoriker und Archivare, die sich der Förderung der historischen Forschung durch die Edition von Quellen zur Geschichte Venedigs verschrieben hatten. Neben der Bedeutung dieser Quellen spielte die Tatsache eine Rolle, dass einige der Quellen in so schlechtem Zustand waren, dass eine Konsultation diese Bestände zunehmend gefährdete, andere Quellen bereits kaum mehr lesbar waren.
In den folgenden Jahrzehnten wurden die inzwischen mehr als 60 Bände Grundlage für zahlreiche Arbeiten zur Sozial- und Wirtschaftsgeschichte, aber auch zur Kunst- und Kirchengeschichte, zu Arbeiten zum Notariat, zu den zentralen Institutionen Venedigs, aber auch zu sprachgeschichtlichen und linguistischen Untersuchungen, dann der Technikgeschichte, sowie der Schifffahrt und der Arbeit, schließlich der Alltagsgeschichte. Dies galt umso mehr, als die Geschichte der venezianischen Epoche nicht nur der Stadt selbst, sondern vieler ehemaliger Kolonien Venedigs, etwa Kretas (Candia), ohne die Bestände im Staatsarchiv Venedig kaum zu schreiben ist. Auch für die Geschichte des Mittelmeerraums bilden sie eine zentrale Überlieferung, für viele Gebiete und Epochen die einzige.

## Sektionen und Editionen
Die Reihe erscheint in fünf Sektionen, nämlich in Quellen aus öffentlichen Archiven, aus kirchlichen Archiven, dann aus Beständen von Notaren, schließlich privaten Beständen sowie Quellen verschiedener Herkunft. In diesen fünf Sektionen sind bisher (Stand: 2023) unter folgenden Herausgebern, bzw. Bearbeitern 61 Bände erschienen:

### Sezione I:Archivi Pubblici
Fabien Faugeron: Capitolare degli Ufficiali al Formento (metà del sec. XIV), 2013 (Organisation zur Versorgung mit Getreide, insbesondere Weizen, aber auch Hirse).
Marco Michelon: Capitolare dei Consoli dei Mercanti (seconda metà del sec. XIV), 2010.
Stefano Piasentini: Cassiere della Bolla Ducale, Grazie, Registro n. 16 (1364-1372) anticamente Liber Gratiarum XIII, Bde. I und II, 2009.
Paola Ratti Vidulich: Duca di Candia. Quaternus Consiliorum (1350-1363), 2007 (ein Teilband erschien bereits 1976; der Duca di Candia war der höchste Administrator Kretas mit Sitz in Candia, dem heutigen Iraklio; gesammelt sind im Codex die Gremienbeschlüsse, wobei Anfang und Ende der Handschrift fehlen; zeitlich reicht die Sammlung von 1340/41, bzw. 1344 bis 1363, das Ende dieser Art von Versammlungen dürfte dem Aufstand der venezianischen Siedler auf Kreta geschuldet sein, nach dessen Niederschlagung diese Art der Beteiligung der Inselhonoratioren abgeschafft wurde.).
Bianca Lanfranchi Strina: Codex Publicorum (Codice del Piovego). Bd. II, 2006.
Ferruccio Zago: Consiglio dei Dieci, Deliberazioni Miste, registro V (1348-1363), 1993 (Rat der Zehn).
Franco Rossi: Ambasciata straordinaria al Sultano d'Egitto (1489-1490), 1988 (Sondergesandtschaft an den ägyptischen Hof).
Gisella Graziato: Le promissioni del Doge di Venezia dalle origini alla fine del Duecento, 1986 (Amtseide der Dogen bis Ende des 13. Jahrhunderts).
Bianca Lanfranchi Strina: Codex Publicorum (Codice del Piovego), Bd. I, 1985.
Freddy Thiriet: Duca di Candia, Ducali e lettere ricevute (1358-1360; 1402-1405), 1978 (Schreiben an den Duca).
Paola Ratti Vidulich: Duca di Candia. Quaternus Consiliorum (1340-1350), 1976.
Ferruccio Zago: Consiglio dei Dieci, Deliberazioni Miste, registri III-IV (1325-1335), 1967 (Rat der Zehn).
Paolo Zolli: Podestà di Torcello, Domenico Viglari (1290-1291), 1966 (Podestà der Insel Torcello).
Paola Ratti Vidulich: Duca di Candia, Bandi (1313-1329), 1965.
Ferruccio Zago: Consiglio dei Dieci, Deliberazioni Miste, registri I-II (1310-1325), 1962.
Elena Favaro: Cassiere della Bolla Ducale, Grazie, Novus Liber (1299-1305), 1962.

### Sezione II:Archivi Ecclesiastici

#### Diözese Chioggia
Bianca Lanfranchi Strina: Ss. Trinità e S. Michele Arcangelo di Brondolo, Bd. IV: Indice, 1997 (s. Kloster Brondolo).
Bianca Lanfranchi Strina: Ss. Trinità e S. Michele Arcangelo di Brondolo, Bd. III: Documenti (1200-1229), 1987.
Bianca Lanfranchi Strina: Ss. Trinità e S. Michele Arcangelo di Brondolo, Bd. II: Documenti (800-1199), 1981.
Bianca Lanfranchi Strina:  S. Giorgio di Fossone (1074-1199), 1957 (s. Rosolina).
Luigi Lanfranchi:  S. Giovanni Evangelista di Torcello (1024-1199), 1948 (s. Torcello).
Luigi Lanfranchi:  S. Lorenzo di Ammiana (1125-1199), 1947 (s. Ammiana, aber auch Motta di San Lorenzo).

#### Diözese Castello
Luigi Lanfranchi, Bianca Lanfranchi Strina: S. Giorgio Maggiore, Bd. I, 2016 (San Giorgio Maggiore).
Elisabeth Santschi: Benedettini in S. Daniele (1046-1198), 1989.
Luigi Lanfranchi: S. Giorgio Maggiore, Bd. IV: Indice, 1986.
Maurizio Rosada: S. Maria Formosa (1060-1195), 1972.
Luigi Lanfranchi: S. Giorgio Maggiore, Bd. II: Documenti (982-1150), 1967.
Luigi Lanfranchi, Bianca Strina: Ss. Ilario e Benedetto e S. Gregorio (819-1199), 1965 (Kloster Santi Ilario e Benedetto).
Luigi Lanfranchi: S. Giorgio Maggiore, Bd. III: Documenti (1160-1199), 1963.
Franco Gaeta: S. Lorenzo (853-1199), 1959.
Eva Malipiero Ucropina: Ss. Secondo ed Erasmo (1089-1199), 1953 (unveröffentlicht sind die jüngeren Dokumente).

### Sezione III:Archivi Notarili
Andrea Mozzato: Felice de Merlis, prete e notaio in Venezia ed Ayas (1315-1348), Bd. III: Indice, 2012 (in Venedig und Kleinarmenien tätiger Priester und Notar).
Giovanni Pellegrini: Salariato della nave Girarda-San Nicolò per il viaggio da Venezia alla Sardegna (1594-1595),  mit einer Studie von Stefano Piasentini, 2012 (Sardinien).
Gaetano Pettenello, Simone Rauch: Stefano Bono, notaio in Candia (1303-1304), Anmm von Maria Francesca Tiepolo, 2011.
Sergio Perini: Susinello Marino notaio in Chioggia Minore (1348-1364), 2001.
Lucia Greco: Quaderno di bordo di Giovanni Manzini, prete-notaio e cancelliere (1471-1484), 1997.
Salvatore Carbone: Pietro Pizolo, notaio in Candia, Bd. II: (1304-1305), 1985.
Franco Rossi: Servodio Peccator, notaio in Venezia e Alessandria d'Egitto (1444-1449), 1983.
Salvatore Carbone: Pietro Pizolo, notaio in Candia, Bd. I: (1300), 1978.
Giorgio Tamba: Bernardo de Rodulfis, notaio in Venezia (1392-1399), 1974.
Andreina Bondi Sebellico: Felice de Merlis, prete e notaio in Venezia ed Ayas (1315-1348), Bd. II, 1978.
Manuela Baroni: Notaio di Venezia del sec. XIII (1290-1292), 1977.
Andreina Bondi Sebellico: Felice de Merlis, prete e notaio in Venezia ed Ayas (1315-1348), Bd. I, 1973, Bd. II, 1978.
Antonino Lombardo: Nicola de Boateriis, notaio in Famagosta e Venezia (1355-1365), 1973 (Zypern).
Maria Francesca Tiepolo: Domenico prete di S. Maurizio, notaio in Venezia (1309-1316), 1970.
Antonino Lombardo: Zaccaria de Fredo, notaio in Candia (1352-1358), 1967.
Sandro de' Colli: Moretto Bon, notaio in Venezia, Trebisonda e Tana (1403-1408), 1963 (Trapezunt, La Tana (Krim)).
Mario Chiaudano, Antonino Lombardo: Leonardo Marcello, notaio in Candia (1278-1281), 1960.
Raimondo Morozzo della Rocca: Benvenuto de Brixano, notaio in Candia (1301-1302), 1950. (Digitalisat)

### Sezione IV:Archivi Privati
Bianca Lanfranchi Strina: Libretto dei conti del pittore Tiberio Tinelli (1618-1633), mit Einzeluntersuchungen von Andrea Mozzato, Reinhold C. Mueller und Giovanna Nepi Scirč, 1999.
Raimondo Morozzo della Rocca: Lettere di mercanti a Pignol Zucchello (1336-1350), 1957.
Luigi Lanfranchi: Famiglia Zusto (1083-1199), 1955.

### Sezione V:Fondi Vari
Philippe Braunstein: Alvise Mocenigo Dalle Gioie ambasciatore di venezia. Lettere e dispacci dalla Germania e dalla Francia 1502-1506, mit philologischen Anmerkungen von Aurelio Malandrino, 2021 (die Hds. befindet sich in der Biblioteca della Casa Rosmini in Rovereto).
Simone Rauch: Le Mariegole delle arti dei tessitori di seta: i veluderi (1347-1474) e i samitari (1370-1475), mit Einzelstudien von Luca Molà und Francesco Zampieri, 2009 (Mariegole (Ableitung von madre, regola) wurden in Venedig die Statuten der berufsständischen Verbindungen genannt).
James Grubb: Family memoirs from Venice (15° - 17° centuries), mit einem Beitrag von Anna Bellavitis, 2009.
Francesca Ortalli: Lettere di Vincenzo Priuli, capitano delle galee di Fiandra, al doge di Venezia (1521-1523), Dokumente und Index von Bianca Lanfranchi Strina, 2005 (vgl. Antonio Grimani).
Lorenz Böninger: La "Regula" bilingue della Scuola dei Calzolai Tedeschi in Venezia del 1383, mit einer linguistischen Studie von Maria Giovanna Arcamone, 2002.
Andrea Mozzato: La Mariegola dell'Arte della Lana di Venezia (1244-1595), 2002 (2 Bde. + CD-ROM, Wollzunft).
Annalisa Conterio: Pietro di Versi, Raxion de' marineri, Taccuino nautico del XV sec., 1991 (vgl. Michalli da Ruodo).
Giorgetta Bonfiglio: Ragioni antique spettanti all'arte del mare et fabriche de' vasselli, Manoscritto nautico del sec. XV, mit Einzelstudien von Pieter Van der Merwe, Alvise Chiggiato, David Proctor, 1987 (Nautik).
Alfred Stussi: Zibaldone da Canal, Manoscritto mercantile del secolo XIV, mit Einzelstudien von Frederic C. Lane, Thomas E. Marston und Oystein Ore. Venedig 1967 (= Comitato per la pubblicazione delle fonti relative alla storia di Venezia: Fonti per la storia di Venezia, sezione V: Fondi vari. [Band 1]).